# Cosmosoma xanthistis
Cosmosoma xanthistis là một loài bướm đêm thuộc phân họ Arctiinae, họ Erebidae.